# Teísmo escéptico
El teísmo escéptico es la postura que sostiene que uno debe permanecer, al menos a priori, en un estado de escepticismo con respecto a que las percepciones de mal puedan ser consideradas evidencia definitiva o concluyente contra la posibilidad de la existencia de un Dios bueno.  La tesis central del teísmo escéptico es que las razones para que un ser infinitamente inteligente permita el mal podrían trascender la comprensión humana, es decir, lo que puede parecer un mal gratuito puede en realidad ser necesario para obtener un bien mayor o prevenir un mal igual o peor. Esta tesis central puede ser argumentada desde una perspectiva teísta, pero también ha sido argumentada desde perspectivas agnósticas.
El teísmo escéptico puede ser una creencia informalmente sostenida en virtud del análisis de una doctrina teísta, pero el término fue acuñado en el paper de 1996 del filósofo Paul Draper, The Skeptical Theism. La expresión fue después doptada por la filosofía académica. Han sido desarrollados varios argumentos para apoyar la premisa central. Algunas aproximaciones se fundamentan en la analogía con un niño que no puede entender los motivos que sus padres tienen. Otras se basan en motivos epistemológicos.
En la filosofía de la religión, el teísmo escéptico no es un amplio escepticismo con respecto al conocimiento humano de Dios, sino que es una respuesta a los argumentos filosóficos ateos que buscan negar la existencia de Dios, como el argumento del mal, el argumento del ocultamiento divino o el argumento de las revelaciones inconsistentes. Además, el teísmo escéptico no es defendido por todas las formas de teísmo, sino que es principalmente defendido en el cristianismo. Adicionalmente, no todos los teístas apoyan el teísmo escéptico ni todos los que apoyan el teísmo escéptico son teístas.

## El argumento del mal
Mientras que el teísmo clásico piensa que Dios es omnisciente, omnipotente y omnibenevolente, el argumento del mal asegura que existen "males gratuitos", injustificados e incomprensibles. La versión lógica del argumento afirmaría que la existencia de males gratuitos implica como consecuencia lógica que Dios no puede existir; mientras que la versión evidencial del argumento propone que la cantidad, el tipo y la distribución de males proveen una base evidencial para concluir que la existencia de Dios es altamente improbable.
El argumento lógico, en particular, es expresado como un modus ponens:
1. Si un Dios onmisciente, omnipotente y omnibenevolente existiera, no habría males gratuitos.
2. Hay males gratuitos.
3. Por lo tanto, no existe un Dios onmisciente, omnipotente y omnibenevolente.

La conclusión (3) es cierta en la medida que la premisa mayor (1) y la premisa menor (2) sean ciertas las dos. Es imposible aceptar ambas premisas sin aceptar la conclusión (3). Distintos filósofos han desafiado ambas premisas, pero el teísmo escéptico se centra en la premisa menor (2).
En 1979, el filósofo William Rowe defendió la premisa menor (2), argumentando que, como nada que se conozca justificaba moralmente que un ser omnipotente y omnisciente permitiera ciertas instancias de sufrimiento horroroso, probablemente no existía nada que lo justificara. En otras palabras, como nadie proveyó una buena razón para justificar determinadas instancias de mal, es bastante improbable pensar que exista tal razón y, al contrario, es bastante razonable pensar que sencillamente son instancias injustificadas de mal y que, por lo tanto, Dios no existe.

## La respuesta del teísmo escéptico
El teísmo escéptico es un intento de reconciliar la existencia de Dios con la existencia de males gratuitos y por eso puede ser considerado una teodicea. El filósofo agnóstico Paul Draper negaba entonces que la premisa clave del problema del mal y argumentaba que las facultades cognitivas humanas eran poder hacer inferencias inductivas concernientes a la existencia o ausencia de razones por las que Dios podría permitir los males que se perciben.
Los filósofos Michael Bergmann y Michael Rea describieron que la justificación de Rowe era un caso de argumento ad ignorantiam, es decir, como se ignoran las razones, se admite que no existen tales razones, lo que no es necesariamente cierto. Varias analogías fueron planteadas. Por ejemplo, el hecho de que el jugador de ajedrez novato ignore por qué un gran maestro eligió determinado movimiento no implica que no haya motivos por los que lo eligió.
El teísmo escéptico entonces provee de una defensa ante el argumento del mal, pero no toma partido por el motivo real por el que Dios permite determinados males. Esta defensa solamente intenta mostrar que podrían haber motivos por los que Dios los permitiera. Consecuentemente, no se está en posición para aceptar la premisa menor (2), ya que no se puede ser más que agnóstico con respecto a su certeza, esto es, no hay justificación para afirmar dicha premisa y Bergmann y Rea concluyen que la inferencia de Rowe es dudosa.